# List biskupa Mateusza do św. Bernarda z Clairvaux
List biskupa Mateusza do św. Bernarda z Clairvaux – średniowieczny list biskupa krakowskiego Mateusza, skierowany do św. Bernarda z Clairvaux.
List powstał prawdopodobnie w 1147 r. po wizycie w Polsce Acharda z Clairvaux, bliskiego współpracownika św. Bernarda, który przekazał pytania dotyczące zorganizowania misji religijnej na Rusi. W liście zawarta jest odpowiedź dotycząca perspektyw tego przedsięwzięcia, a także zaproszenie Bernarda do złożenia wizyty w Polsce i stanięcia na czele misji, wystosowane razem z komesem Piotrem Włostowicem.
Tekst utworu znany jest tylko z przekazu drukowanego z 1729 r. Opublikował go austriacki benedyktyn Bernard Pez w VI tomie dzieła Codex diplomatico-historico-epistolaris, opierając się na rękopiśmiennym oryginale lub odpisie, znalezionym w 1717 r. w opactwie premonstrantów w Windeberg.
List jest świadectwem polsko-francuskich związków kulturowych w XII w. Stanowi też źródło wiedzy o stanie chrześcijaństwa na Rusi, a także o poziomie religijności w Polsce i innych krajach słowiańskich. Liczne nawiązania do Biblii i innych utworów chrześcijańskich, a także literatury antycznej, świadczą o dobrym poziomie wykształcenia ówczesnej elity intelektualnej polskiego kleru. 
List jest też ciekawym przykładem pojmowania tożsamości słowiańskiej i Słowiańszczyzny przez autora, który pisze o tym, że do ziem nazywanych Sclauonia należy wiele prowincji, w tym takich jak Ruś, Polska i Czechy oraz nazywa Rusinów Słowianami. 